# Norwegisches Polarinstitut
Das Norwegische Polarinstitut (norwegisch: Norsk Polarinstitutt) ist Norwegens nationale Institution für Polarforschung mit Sitz in Tromsø. Als Forschungsinstitut und Verwaltungsorgan zugleich wird es unter der Aufsicht des norwegischen Umweltministeriums geführt und ist somit kein Teil der Universität Tromsø. Es organisiert zusammen mit weiteren wissenschaftlichen Institutionen Norwegens die Forschung Norwegens in der Arktis und Antarktis. Dazu werden u. a. Expeditionen durchgeführt.

## Geschichte
Ein Vorgänger des Instituts wurde 1928 von Adolf Hoel als Norges Svalbard- og Ishavsundersøkelser (abgekürzt NSIU), wörtlich Norwegens Svalbard- und Eismeeruntersuchungen, in Oslo gegründet. Auf Basis der NSIU wurde dann 1948 Das Norwegische Polarinstitut unter der Aufsicht des norwegischen Industrieministeriums offiziell gegründet.
Der belgische Polarforscher Gaston de Gerlache de Gomery benannte den Norsk-Polarinstitutt-Gletscher in der Antarktis nach dem Institut.
Der Umzug von Oslo nach Tromsø wurde 1993 vom norwegischen Parlament, dem Storting, beschlossen und im Laufe von 5 Jahren vollbracht.

## Standorte und Infrastruktur

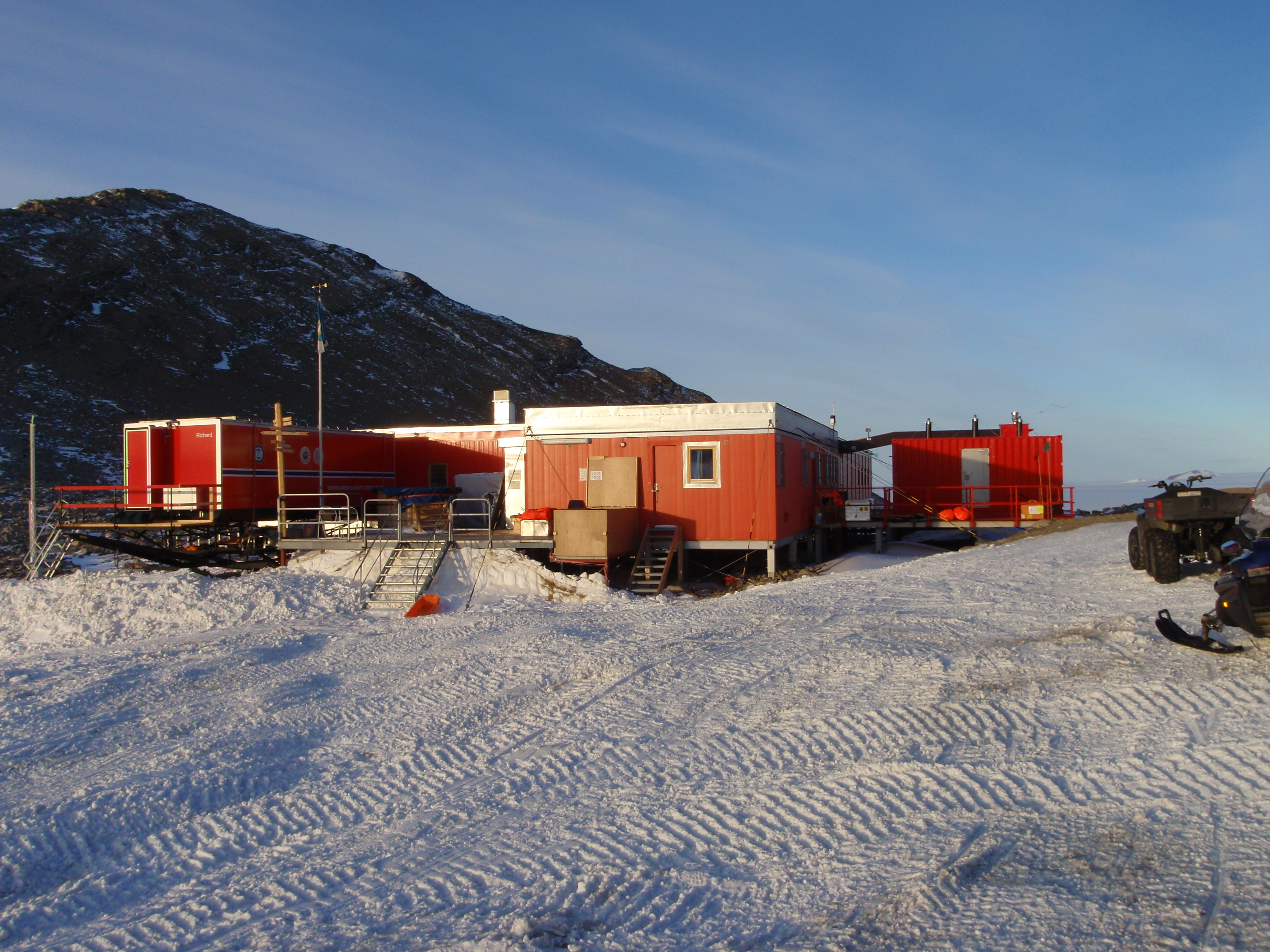
Die vom Polarinstitut seit 2005 betriebene antarktische Forschungsstation Troll

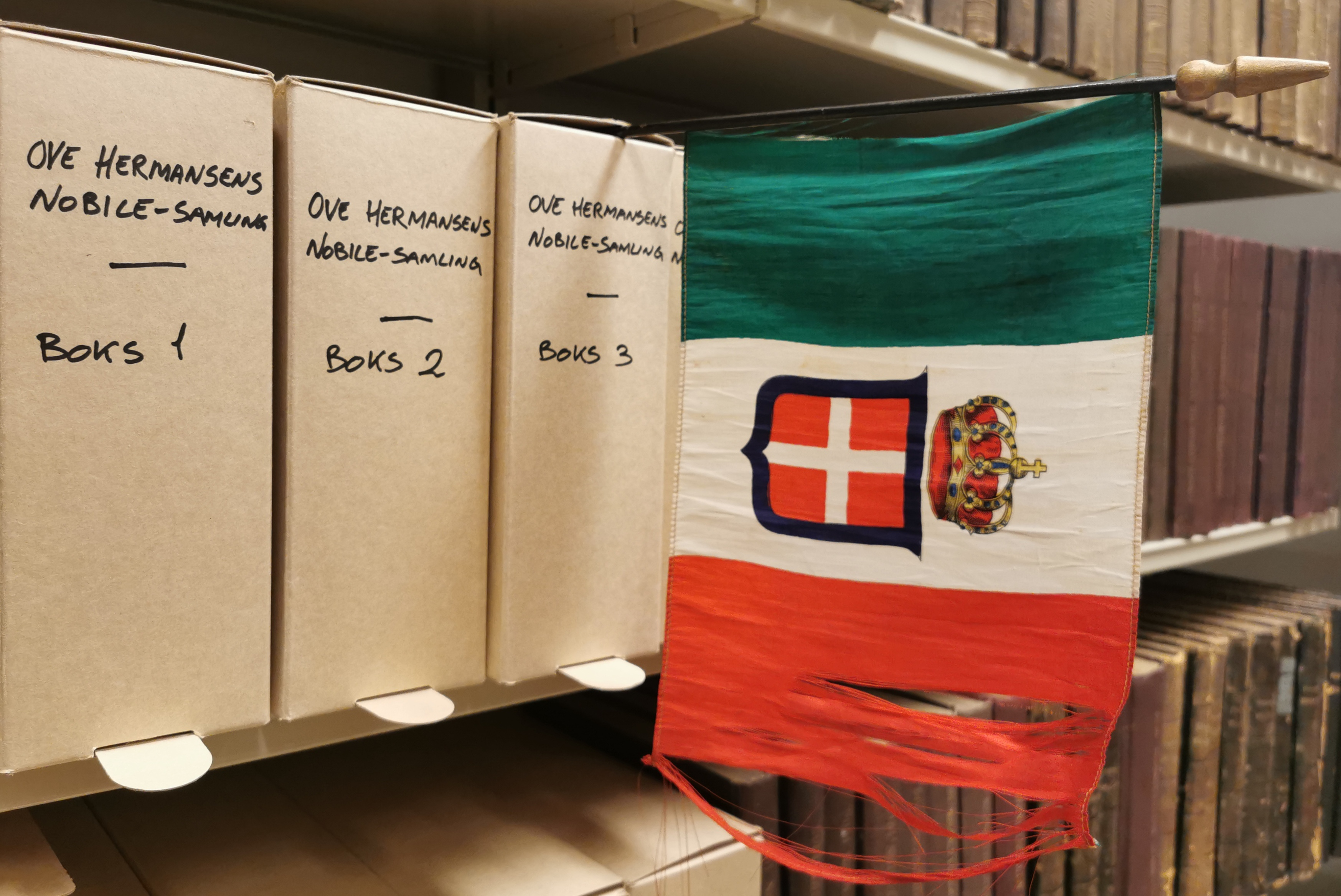
Ove Hermansens, Nobile-samling im Archiv des Polarinstituts

Das Hauptquartier des Institutes befindet sich im Fram Centre in Tromsø, eine Nebenstelle im Forskningspark beim UNIS auf Svalbard; insgesamt sind etwa 110 Mitarbeiter beim Norwegischen Polarinstitut beschäftigt.
Seit 1968 betreibt es die Sverdrup-Forschungsstation in Ny-Ålesund auf Spitzbergen, dazu seit 2005 die ganzjährige Forschungsstation Troll im Königin-Maud-Land in der Antarktis. Am Zeppelin Observatory in Ny-Ålesund werden Gase in der Atmosphäre untersucht.
Mit der 2018 in Betrieb genommenen Kronprins Haakon betreibt das Polarinstitutt den modernsten Eisbrecher weltweit.

## Direktoren
- 1948–1957: Harald Ulrik Sverdrup
- 1957–1960: Anders K. Orvin
- 1960–1983: Tore Gjelsvik
- 1983–1991: Odd Rogne
- 1991–1993: Nils Are Øritsland
- 1993–2005: Olav Orheim
- 2005–2017: Jan-Gunnar Winther
- seit 2017: Ole Arve Misund